# Milan Aćimović
Milan Aćimović (Pinosava, 31 maggio 1898 – Zelengora, maggio 1945) è stato un politico serbo, primo ministro della Serbia.
Avvocato professionista, ricoprì la carica di ministro degli Interni dal 1938 al 1939. Poche settimane dopo l'invasione del Regno di Jugoslavia da parte dei nazi-fascisti nel 1941, Aćimović venne incaricato di formare un governo collaborazionista che durò fino all'agosto di quell'anno. Morì ucciso dai partigiani jugoslavi durante la battaglia di Zelengora.